# Medelpads valkrets
Medelpads valkrets var vid valen 1911–1920 till andra kammaren en egen valkrets med fyra mandat. Valkretsen avskaffades vid valet 1921, då hela länet sammanfördes i Västernorrlands läns valkrets. 

## Riksdagsmän

### 1912–vårsessionen 1914
- Johan Zelahn, lmb
- Robert Karlsson, lib s
- Isak Westlund, lib s
- Carl Alfred Svensson, s

### Höstsessionen 1914
- Johan Zelahn, lmb
- Robert Karlsson, lib s
- Verner Hedlund, s
- Carl Alfred Svensson, s

### 1915–1917
- Johan Zelahn, lmb
- Robert Karlsson, lib s
- Verner Hedlund, s
- Carl Alfred Svensson, s

### 1918–1920
- Per Jonas Edberg, bf
- Robert Karlsson, lib s
- Verner Hedlund, s (1918–1919)
  - Helmer Lagerkwist, s (14/1–31/12 1920)
- Johan Ingvarson, s (1/1–15/11 1918)
  - Nils Erik Smedberg, s (21/1 1919–1920)

### 1921
- Per Jonas Edberg, bf
- Robert Karlsson, lib s
- Verner Hedlund, s
- Carl Alfred Svensson, s